# Liédson
Liédson da Silva Muniz (Cairu, 17. prosinca 1977.) je brazilski-portugalski umirovljeni nogometaš. Nastupao je za portugalsku nogometnu reprezentaciju.